# Szürkésbarna lombbagoly
A szürkésbarna lombbagoly (Cosmia affinis) a rovarok (Insecta) osztályának a lepkék (Lepidoptera) rendjéhez, ezen belül a bagolylepkefélék (Noctuidae) családjához tartozó faj.

## Elterjedése
Közép-és Dél-Európában elterjedt, északi irányban Észak-Angliában, Dániában, Svédország déli részéig, Szentpétervárig. Keleten, Észak-és Közép-Ázsiában Japánig előfordul, ezenkívül még Északnyugat-Afrikában is megfigyelték. Főleg a melegebb régiókat, a bokros erdő széleket, a patak völgyeket és erdőket, valamint a kerteket és parkokat kedveli.

## Megjelenése
- lepke: szárnyfesztávolsága: 28–33 mm. Az első szárnyak alapszíne sötét vöröses barna vagy szürkés-barna, halvány keresztvonalakkal és fehér foltokkal tarkítottak. A hátsó szárnyak szürkés-barnák, feltűnően sötét, szinte fekete a külső résszel és sárga szegéllyel.
- pete: gömb alakú, erősen lapított alapon, erős hosszanti bordákkal a felső kétharmadon, zöldes színű.
- hernyó: sárgászöld színű, a hátsó részén fehér , fehér oldalsó csíkokkal, és szabálytalanul elosztott fekete pontok és foltok tarkítják.
- báb: vöröses-barna színű

## Életmódja
- nemzedék: egy nemzedékes faj, júniustól augusztusig rajzik.
- hernyók tápnövényei: gyilkos hernyóként is ismertek, mert képesek más fajok hernyóit megölni és elfogyasztani.

A hernyók elsősorban a szil (Ulmus), a tölgy (Quercus), a hárs (Tilia) és a kökény (Prunus spinosa) levelein élnek. A tojás telel át.

## Fordítás
- Ez a szócikk részben vagy egészben  a   Rotbraune Ulmeneule című német Wikipédia-szócikk fordításán alapul.  Az eredeti cikk szerkesztőit annak laptörténete sorolja fel. Ez a jelzés csupán a megfogalmazás eredetét és a szerzői jogokat jelzi, nem szolgál a cikkben szereplő információk forrásmegjelöléseként.